# 夏夜之歌
《夏夜》（法語：Les nuits d'été）作品第7号，是法国作曲家埃克托·白遼士以泰奥菲尔·戈蒂耶所写的六首诗谱成的声乐套曲，完成于1841年。起初是为钢琴伴奏的男中音或女低音或女中音演唱所写，后在1856年由作曲家本人改编为由乐队伴奏的女高音演唱版本。现在的演出多采用乐队伴奏版本。作品的名称来自于柏辽兹钟爱的莎士比亚的《仲夏夜之梦》的法文译法。经过几番思虑，柏辽兹终於将曲目的顺序确定下来，其中最为明朗活泼的两首分别放在开始和结尾：
- 第一首：《田园》
- 第二首：《玫瑰花魂》
- 第三首：《在泻湖上》
- 第四首：《缺席》
- 第五首：《墓园中》
- 第六首：《无名岛》